# Patrona Bavariae

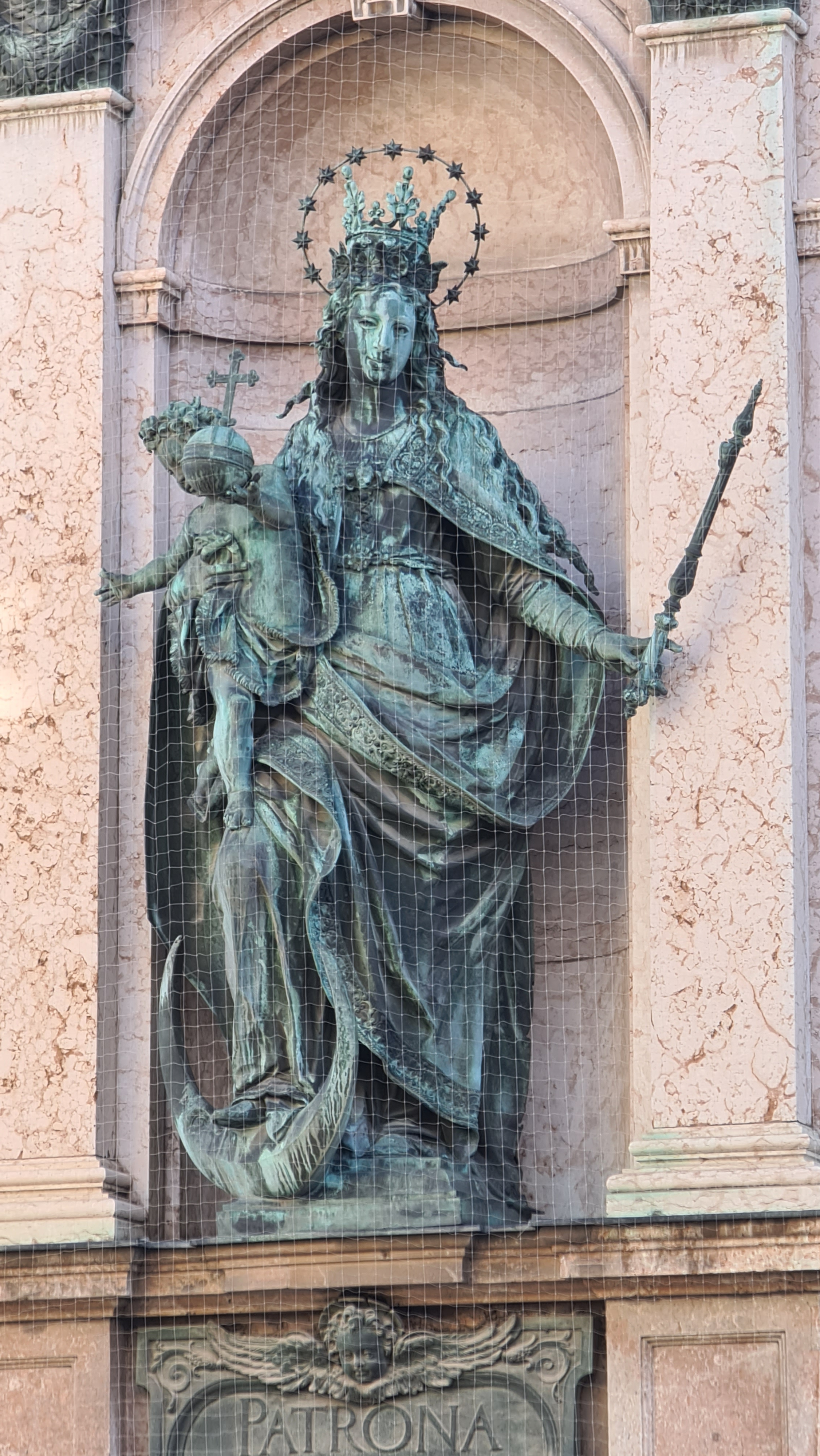
Die Bronzeplastik der „Patrona Boiariae“ an der Westfassade der Münchner Residenz (Residenzstraße)

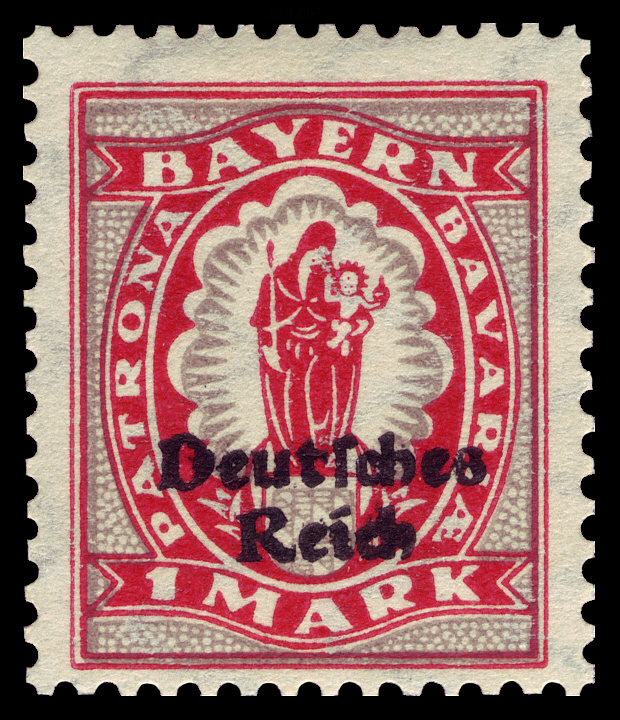
Briefmarke von 1920

Mit der Bezeichnung Patrona Bavariae (lateinisch für: Patronin Bayerns) wird die Gottesmutter Maria als Schutzheilige Bayerns verehrt. Ikonographisch entspricht sie einer Mondsichelmadonna. Während eine intensive Marienverehrung in Bayern schon seit frühester Zeit bekannt ist, wurde die formelle Anerkennung Mariens als Patronin Bayerns erst durch Papst Benedikt XV. im Jahr 1916 ausgesprochen.

## Frühe Marienverehrung in Bayern
Die früheste in Bayern bezeugte Marienkirche ist ein Vorgängerbau des Freisinger Doms. Sie bestand bereits 724, als der heilige Korbinian nach Freising kam. Geweiht ist sie dem Fest Mariä Geburt am 8. September. Diese Kirche wurde Kathedralkirche des 739 gegründeten Bistums Freising. Die Marienverehrung in Bayern führte im Mittelalter zu vielen Maria geweihten Kirchen und Wallfahrtsorten, z. B. Kloster Ettal, Maria Thalheim (heute zu Fraunberg) und Altötting.
Des Weiteren sind die Dome von Augsburg (Mariä Heimsuchung) und Eichstätt (Mariä Himmelfahrt) der hl. Mutter Gottes und der Patrona Bavariae geweiht.

## Bronzestatue an der Residenz
Die Verehrung Marias als Patrona Bavariae wurde besonders von dem sehr religiösen Kurfürst Maximilian I. gefördert, der Bayern unter die Herrschaft Marias stellen wollte und sich nur als Statthalter Marias sah. 1610 ließ er eine Münze prägen, die Maria als Schutzpatronin Münchens zeigt. Die katholische Marienverehrung wurde in dieser Zeit in verstärktem Maße als Unterscheidungsmerkmal zwischen Katholizismus und Protestantismus instrumentalisiert.
Im Jahr 1616 (Jahreszahl MDCXVI am Architrav) – im unmittelbaren zeitlichen Vorfeld des Dreißigjährigen Kriegs – ließ der Kurfürst an der Westseite der Münchner Residenz die bronzene Marienstatue „Patrona Boiariae“ („Boiariae“ ist die humanistische Form für „Bavariae“) aufstellen, die nach einem Entwurf von Hans Krumpper im Jahr 1615 von Bartolomäus Wenglein gegossen worden war. Die Gottesmutter steht mit ihrem rechten Fuß auf der Mondsichel. Das Zepter in ihrer Linken sowie eine hohe Krone weisen Maria als Himmelskönigin aus. Mit ihrer Rechten hält sie das Christuskind. Dieses umfasst mit seiner Linken die kreuzgeschmückte Kosmoskugel als Zeichen seiner Herrschaft über das All. Das Haupt der Gottesmutter ist von zwölf Sternen (Symbol der Zwölf Stämme Israels) umkränzt. Unter der Statue brennt in einer engelgeschmückten bronzenen Laterne ein Ewiges Licht. Die lateinische Inschrift der von Kinderengeln gehaltenen Kartusche über der Sprenggiebelnische lautet: „Sub tuum praesidium confugimus, sub quo secure laetique degimus“ („In Deinen Schutz wir uns begeben, wo sicher wir und fröhlich leben.“). Diese Darstellung Mariens ist sehr alt und geht auf eine Stelle in der Offenbarung des Johannes zurück (Offb 12,1 ). Während des Zweiten Weltkrieges wurde die Plastik unter der Kaisertreppe der Residenz vergraben. Beim Einsturz der Gewölbe des Theatinerganges der Residenz am 26. April 1944 wurde die Residenzfassade am Odeonsplatz bis zur Decke des Erdgeschosses mitgerissen. Die Nische der Patrona Boiariae verlor dabei ihre Giebelverdachung sowie die zugehörige Kartusche und wurde darüber hinaus stark beschädigt. Am 26. Juli 1945 wurde die Plastik aus den zugeschütteten Gewölben bei der Kaisertreppe der Residenz ausgegraben. Im Zuge der kriegsbedingten Notbergung gingen die Herrschaftsinsignien (Krone, Zepter, Reichsapfel) sowie der Sternenkranz der Figur verloren, die dann aus der Bronze eines eingeschmolzenen NS-Mahnmals nachgegossen wurden.

## Mariensäule

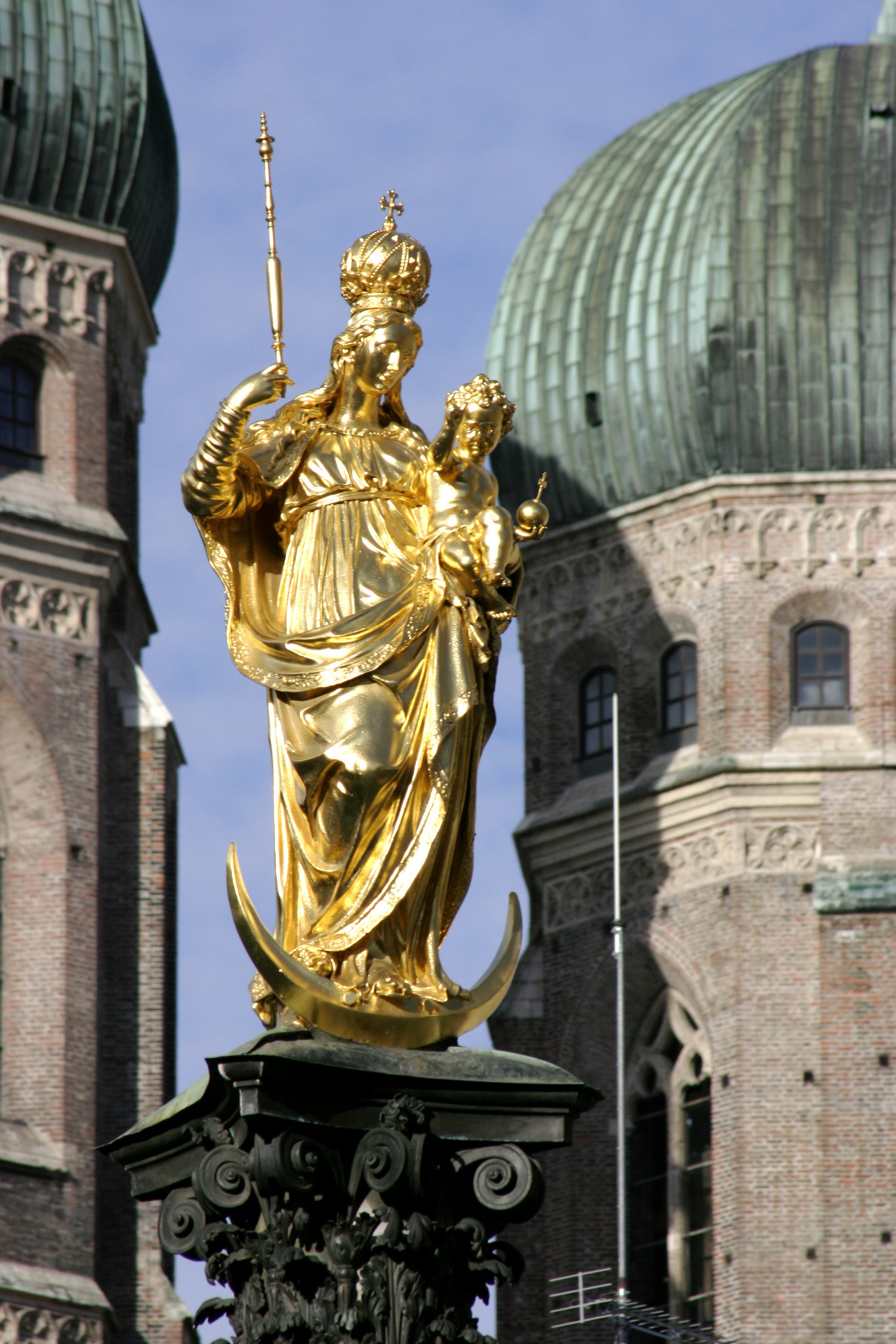
Muttergottesstatue auf der Mariensäule

Im Dreißigjährigen Krieg legte Kurfürst Maximilian I. das Gelübde ab, ein „gottgefälliges Werk“ errichten zu lassen, falls München und Landshut vom Krieg verschont blieben. Nachdem beide Städte im Krieg verschont wurden, ließ Maximilian 1638 die Mariensäule aus Adneter Marmor auf dem Münchner Marienplatz errichten. Die Mariensäule wurde am 7. November 1638, dem ersten Sonntag nach Allerheiligen, durch den Freisinger Bischof Veit Adam von Gepeckh geweiht.
Von wem der Entwurf für die Säule stammt, ist nicht überliefert; es dürfte aber einer der bedeutenden Künstler der damaligen Zeit gewesen sein. Oft wird sie Hubert Gerhard zugeschrieben. Die Mariensäule ist von einer vergoldeten Marienstatue aus Bronze gekrönt, die vermutlich von Hubert Gerhard 1593 für das Grab Wilhelms V. geschaffen und bis 1613 für den Hochaltar der Münchner Frauenkirche verwendet wurde. Die Marienstatue ähnelt der Bronzestatue an der Residenz – Maria steht auf der Mondsichel, sie ist gekrönt und hält in der Linken das segnende Christuskind, in der Rechten ein Zepter. Nach diesem Standbild erhielt der wichtigste Platz der Münchner Innenstadt auch den Namen Marienplatz.
Die Münchner Mariensäule galt als Mittelpunkt des Landes und ist der metrische Nullpunkt der Kilometerzählung aller Straßen, die ins Umland führen.

## Madonnentaler

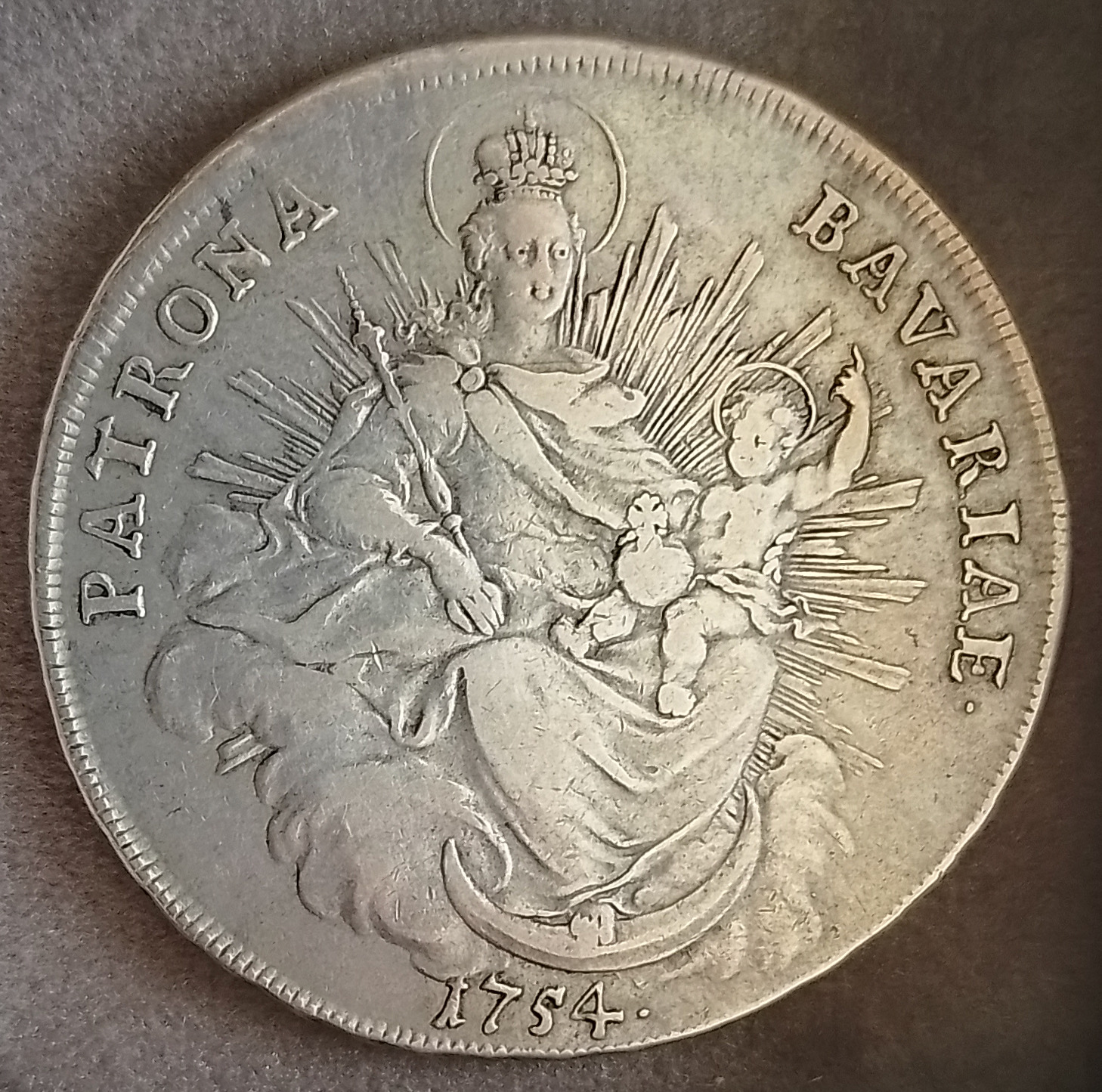
Madonnentaler von 1754

Die besondere Verehrung der Gottesmutter fand im 18. Jahrhundert auch im bayerischen Münzwesen ihren Niederschlag. Schon Kurfürst Maximilian II. Emanuel ließ 1715 erste Münzen mit einer Darstellung Mariens auf der Rückseite prägen. Vor allem unter den Kurfürsten Maximilian III. Joseph (1745–1777) und Karl Theodor (1777–1799) fanden die so genannten Madonnentaler dann weite Verbreitung. Sie zeigen jeweils auf der Vorderseite ein Herrscherporträt und auf der Rückseite eine Madonna mit Kind im Strahlenkranz.
Bei der katholischen Bevölkerung war die Münze wegen ihres Motivs sehr beliebt. Dem Madonnentaler wurden sogar besondere Heilkräfte zugesprochen. Er wurde deshalb gerne als Amulettmünze verwendet oder zur Heilung auf Wunden gelegt. Außerdem kratzten die Menschen Silber von Madonnentalern ab, das man dann in Tinkturen oder Salben mischte und den Kranken zur Heilung gab.

## Marienfest am 14. bzw. 1. Mai

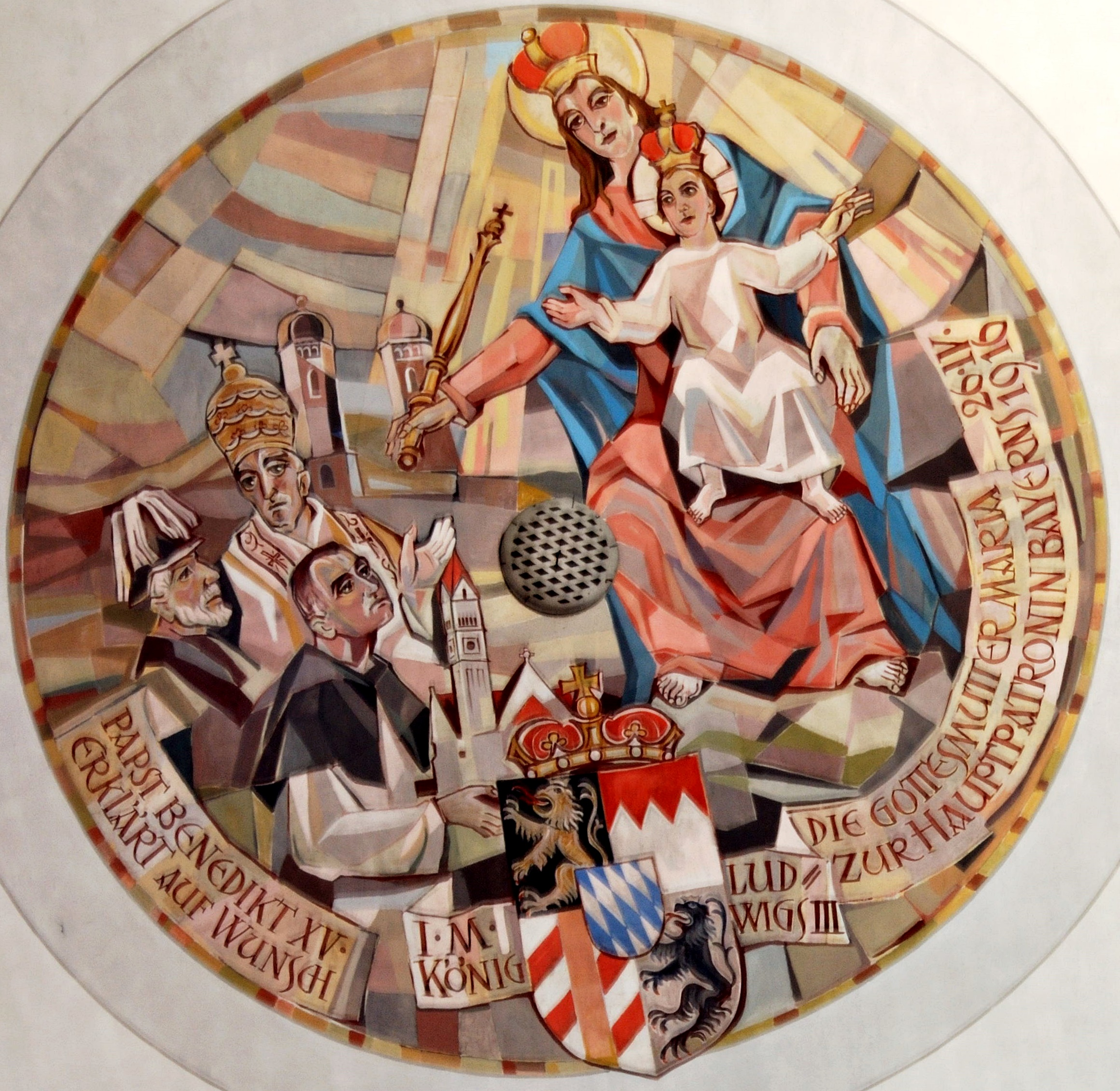
Stiftungsbild in der Kirche Maria Schutz (Pasing) zur Erinnerung an die Unterstellung Bayerns unter die Schutzherrschaft Mariens durch Papst Benedikt XV. auf Bitten König Ludwigs III. hin

Der bayerische König Ludwig III. wandte sich während des Ersten Weltkriegs an Papst Benedikt XV. mit der Bitte, auch der Heilige Stuhl möge die Jungfrau und Gottesmutter Maria zur Schutzpatronin Bayerns erklären und ein bayerisches Marienfest zulassen. Papst Benedikt gewährte beide Bitten am 26. April 1916. Im Dekret des Papstes hieß es: „An hervorragender Liebe und treuer Hingabe zur allerseligsten Jungfrau und Gottesmutter steht das bayerische Volk gewiß keiner anderen katholischen Nation nach“. Schon am 14. Mai, bzw. an dem diesem Montag folgenden nächsten Sonntag, 20. Mai, desselben Jahres wurde das Fest erstmals in München gefeiert; ab 1917 dann in allen bayerischen Diözesen. Der heute gebräuchliche Termin, der 1. Mai, wurde von der Freisinger Bischofskonferenz im Jahr 1970 eingeführt und ist eines der Marienfeste.

## Verehrung heute
Die „Patrona Bavariae“ – besonders die Mariensäule – wird auch heute noch verehrt. So wird an der Mariensäule in München jeden Samstag um 19:00 Uhr der Rosenkranz gebetet und es finden Prozessionen statt.
Auch außerhalb Münchens wird Maria in katholischen Gebieten als bayerische Patronin verehrt. So gibt es unzählige ihr geweihte Kirchen und Kapellen. Auch die Darstellung Mariens mit den oben genannten Attributen – Mondsichel, Zepter, Krone und Sternenkranz – und mit dem Christuskind in der Linken ist häufig zu sehen.
Im Jahr 1988 erreichte das Original Naabtal Duo mit dem Lied „Patrona Bavariae“ einen der größten Verkaufserfolge in der Geschichte der deutschen volkstümlichen Schlagermusik. Der Text verbindet den Liebeskummer eines Bayern mit der Anrufung Mariens als Patrona Bavariae. Die Medienpräsenz und Bekanntheit des Liedes war überraschenderweise derart groß, dass ihm der Durchbruch des volkstümlichen Schlagers auf dem deutschen Musikmarkt überhaupt zugeschrieben wird.
Zur Vorbereitung auf das Jubiläum „100 Jahre Patrona Bavariae“ veranstalteten die bayerischen Bistümer unter dem Motto „Mit Maria auf dem Weg“ eine siebenjährige Reihe mit den Zielen Altötting (Bistum Passau, 2011, Gnadenkapelle), Vierzehnheiligen (Erzbistum Bamberg, 2012, Basilika Vierzehnheiligen), Bogen (Bistum Regensburg, 2013, Wallfahrtskirche Bogenberg), Retzbach (Bistum Würzburg, 2014, Maria im Grünen Tal), Augsburg (Bistum Augsburg, 2015, Maria Knotenlöserin), Eichstätt (Bistum Eichstätt, 2016, Residenzplatz) und München (Erzbistum München und Freising, 2017, Frauenkirche und Mariensäule).

## Maria-Patrona-Bavariae-Kapellen/-kleine Gotteshäuser
- Maria Patronin Bayerns (Aschenroth), Gemünden am Main
- Patrona Bavariae Kapelle im Münchener Stadtteil Fasangarten
- Maria Patrona Bavariä (Ried), Marktgemeinde Unterthingau im Landkreis Ostallgäu
- Maria Patrona Bavariae
- Maria Patrona Bavariae (Rothengrund), Markt Mömbris im Landkreis Aschaffenburg
- Wendelsteinkircherl auf dem Wendelstein im Mangfallgebirge
- Die Marienkapelle des Füssener Kalvarienbergs ist mit einer 2,60 Meter hohen, aus Gips gefertigten Patrona Bavariae des Allgäuer Bildhauers Konrad Eberhard ausgestattet. Eberhard hegte auch Pläne, eine Kolossalstatue der Patrona Bavariae als bayerisches Nationaldenkmal zu schaffen, wobei er als Standort neben dem Ettaler Mandl auch den Füssener Kalvarienberg in Betracht zog, konnte seine Pläne aber nicht verwirklichen.[7]